# Luftgaukommando (Dresden)

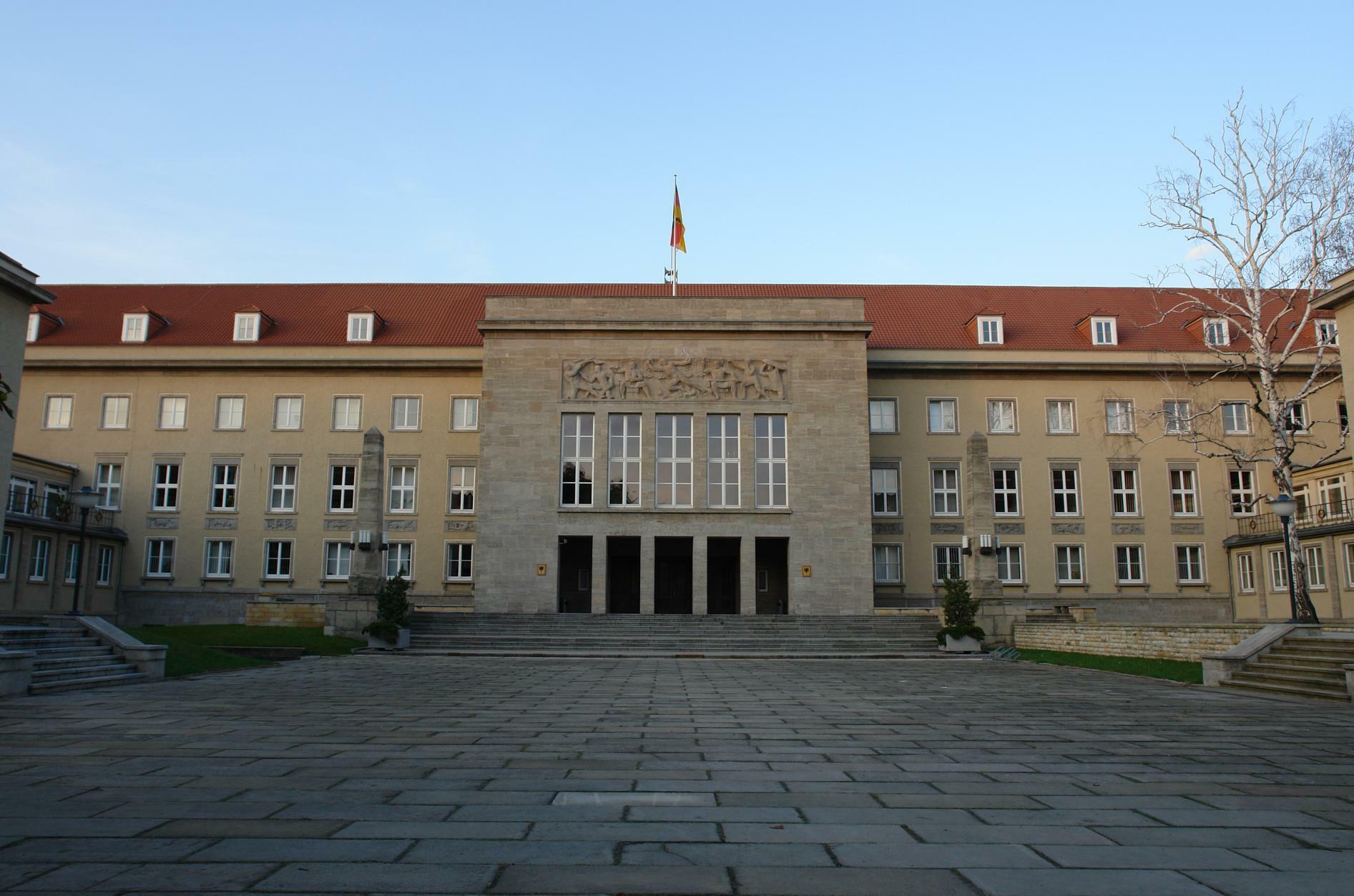
Luftgaukommando Dresden

Das ehemalige Luftgaukommando ist ein Gebäudekomplex an der August-Bebel-Straße 19 im Dresdner Stadtteil Strehlen, der 1937/38 in nur 11-monatiger Bauzeit nach Entwürfen von Wilhelm Kreis als Luftkreiskommando III der Luftwaffe der Wehrmacht errichtet werden konnte. Durch eine Strukturreform wurde bereits wenige Wochen nach Übergabe das Luftgaukommando IV neuer Nutzer der Liegenschaft. In der Nachkriegszeit war er Sitz der sächsischen Landesregierung. Von 1959 bis 1989 wurde er von der Militärakademie Friedrich Engels der NVA der DDR genutzt. Teile der Anlage dienen heute als Verwaltungsgebäude der Bundeswehr, u. a. befand sich von 1990 bis 2012 hier das Kreiswehrersatzamt (KWEA) Dresden. In den restlichen Gebäuden befinden sich Einrichtungen der Technischen Universität Dresden.

## Beschreibung
Es ist ein um einen Ehrenhof streng symmetrisch angelegter großer Komplex, der im Park der ehemaligen Königlichen Villa erbaut worden ist. Das langgestreckte Hauptgebäude ist dreigeschossig und wurde aus Naturstein erbaut. Es umschließt zusammen mit den beiden Torhäusern den Ehrenhof. Drei weitere zweigeschossige schlichte Nebengebäude flankieren das Hauptgebäude. Sie sind untereinander durch niedrigere Flügel verbunden. Bemerkenswert ist der Figurenfries Fliegender Genius über den Rechteckfenstern des Mittelbaus. Der Mittelbau dient als Eingangshalle und ist wie ein Portikus gestaltet worden. Bildhauer war Karl Albiker, der ein Schüler von Auguste Rodin und Professor an der Dresdner Kunstakademie war. Dargestellt werden Ikarus, Vulkan und einige Krieger. An der Längsfront befinden sich auch die Reliefköpfe Otto Lilienthals und des Generals Ernst Udet.
Das Gebäude wurde nach dem Vorbild des Deutschen Hygiene-Museums erbaut. Der Stil war der eines „vergröbernden Neoklassizismus und national auftrumpfenden Monumentalismus“. Neoklassizismus und Monumentalismus (1920–1945) hatten ihren Ursprung in der Reformarchitektur. Sie waren Bestandteil der „konservativen Moderne“.

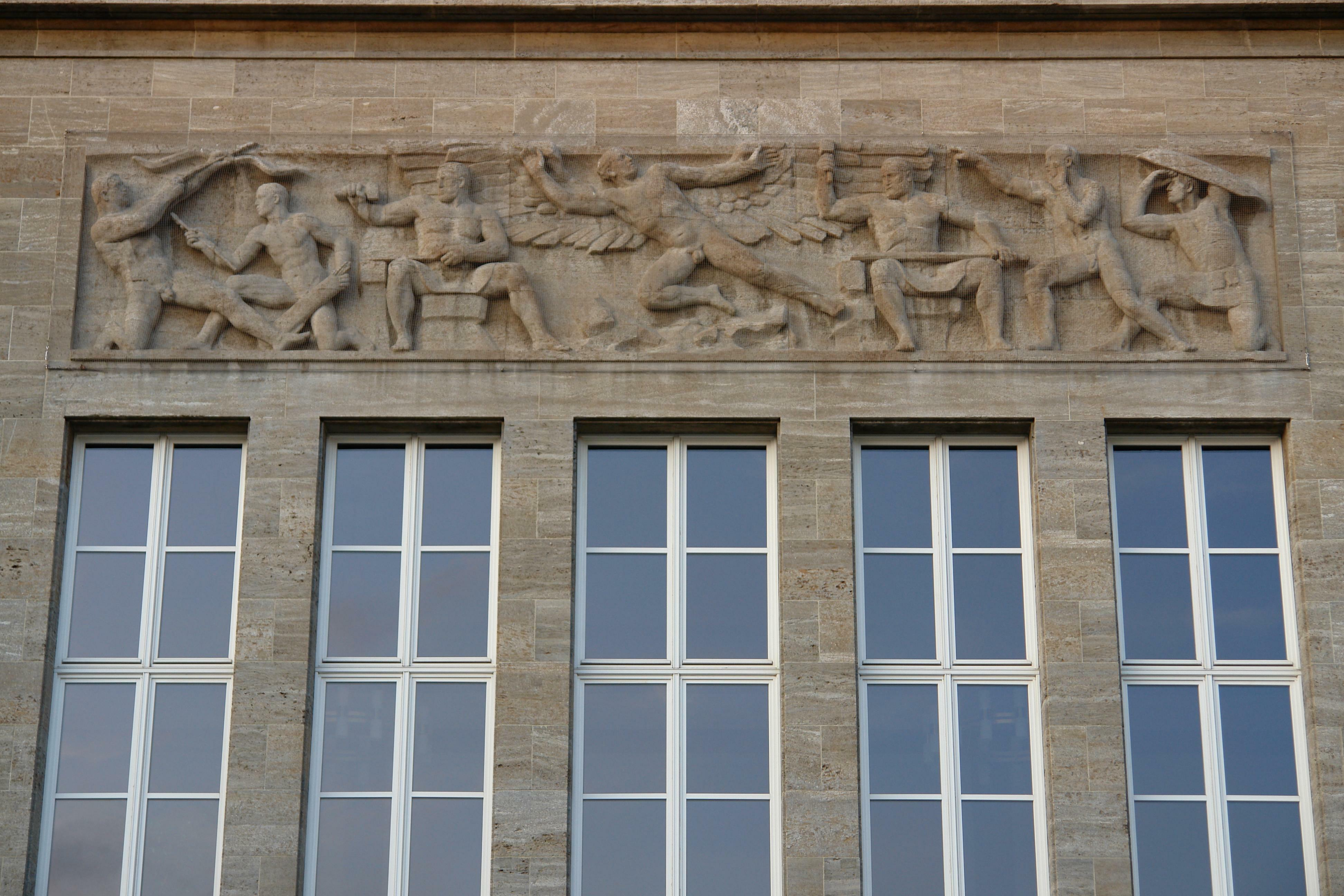
Relief mit Ikarus (Mitte), flankiert von Vulkan und Kriegern
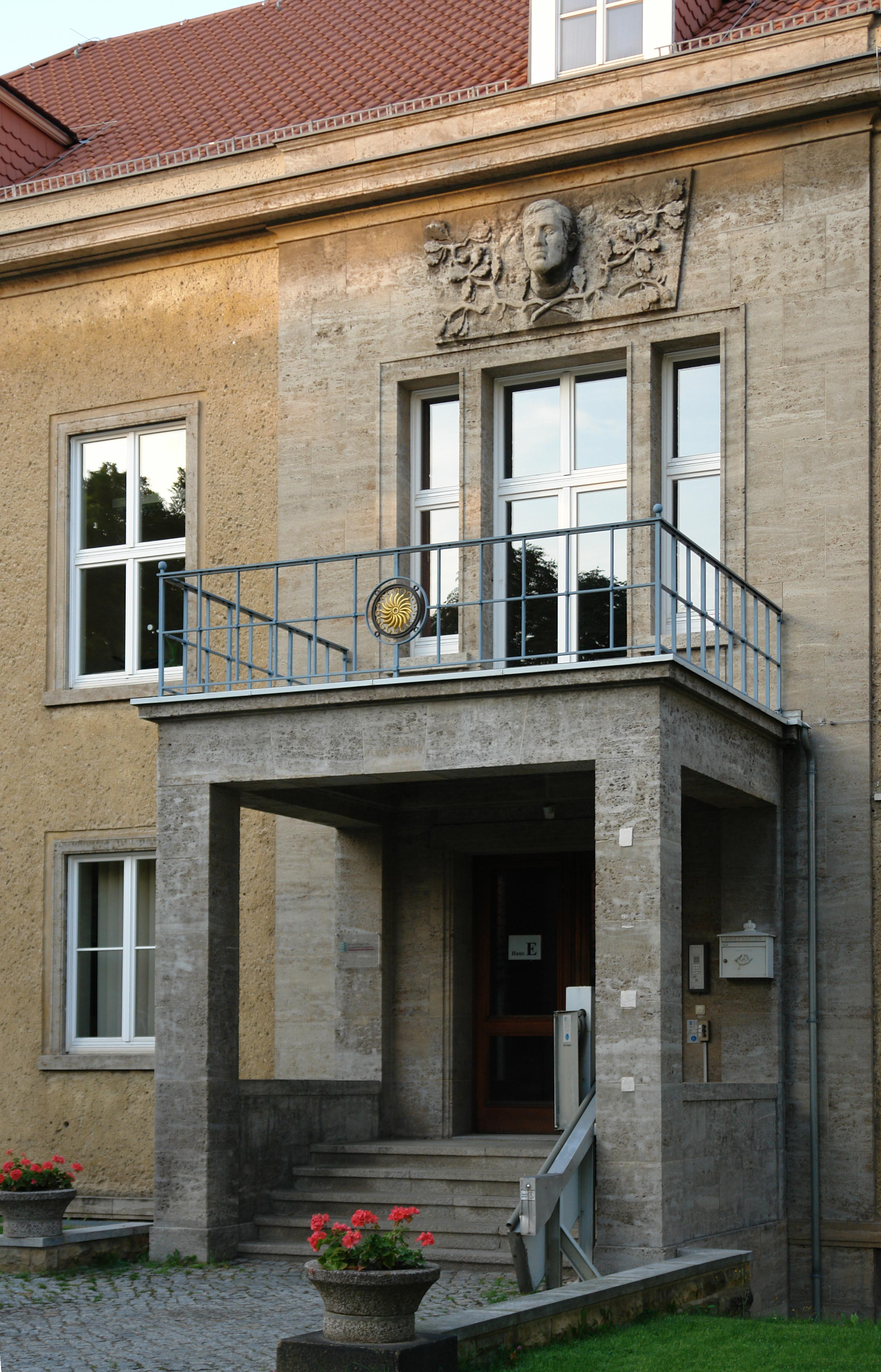
Reliefkopf
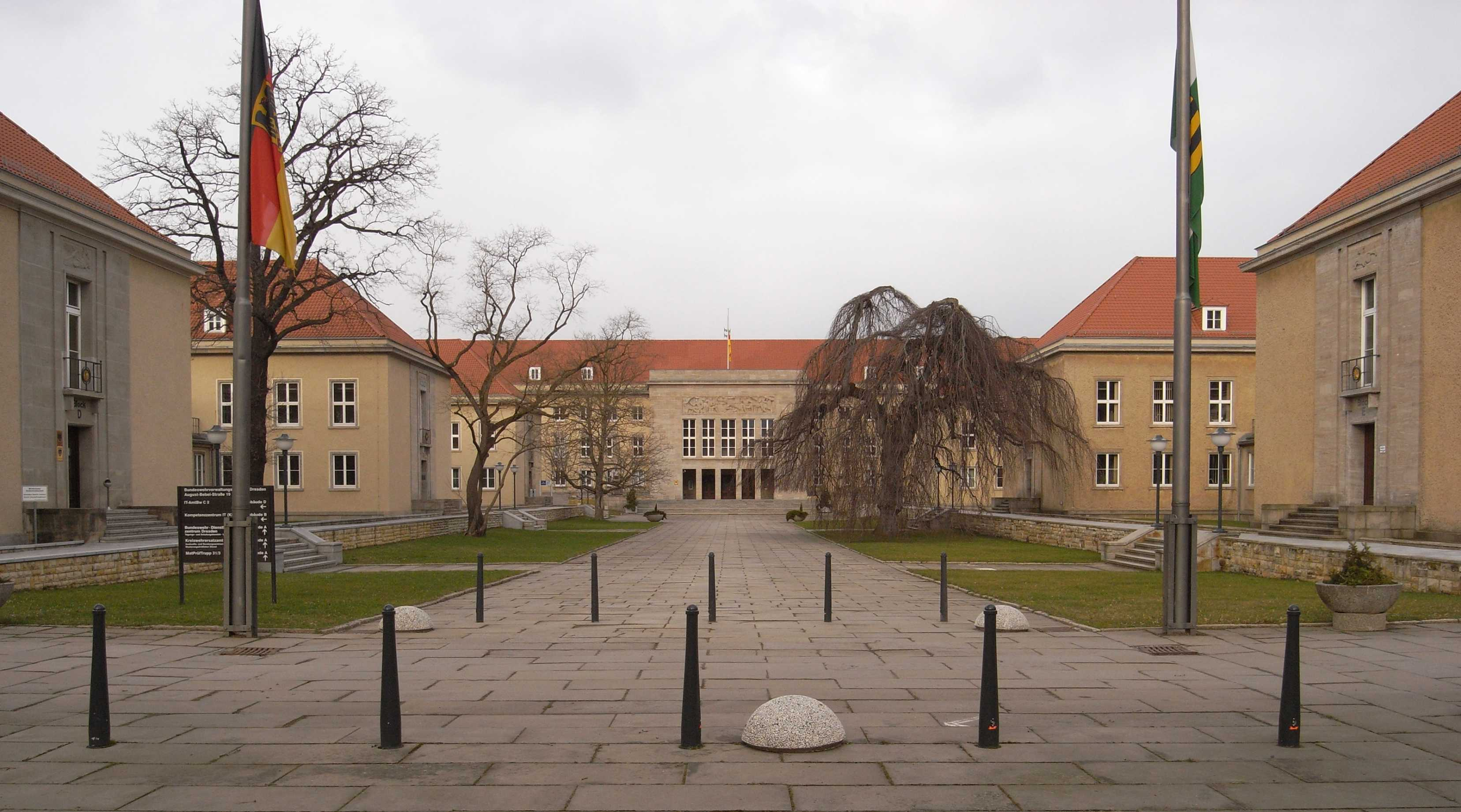
Hauptgebäude im ehemaligen Komplex Luftgaukommando IV
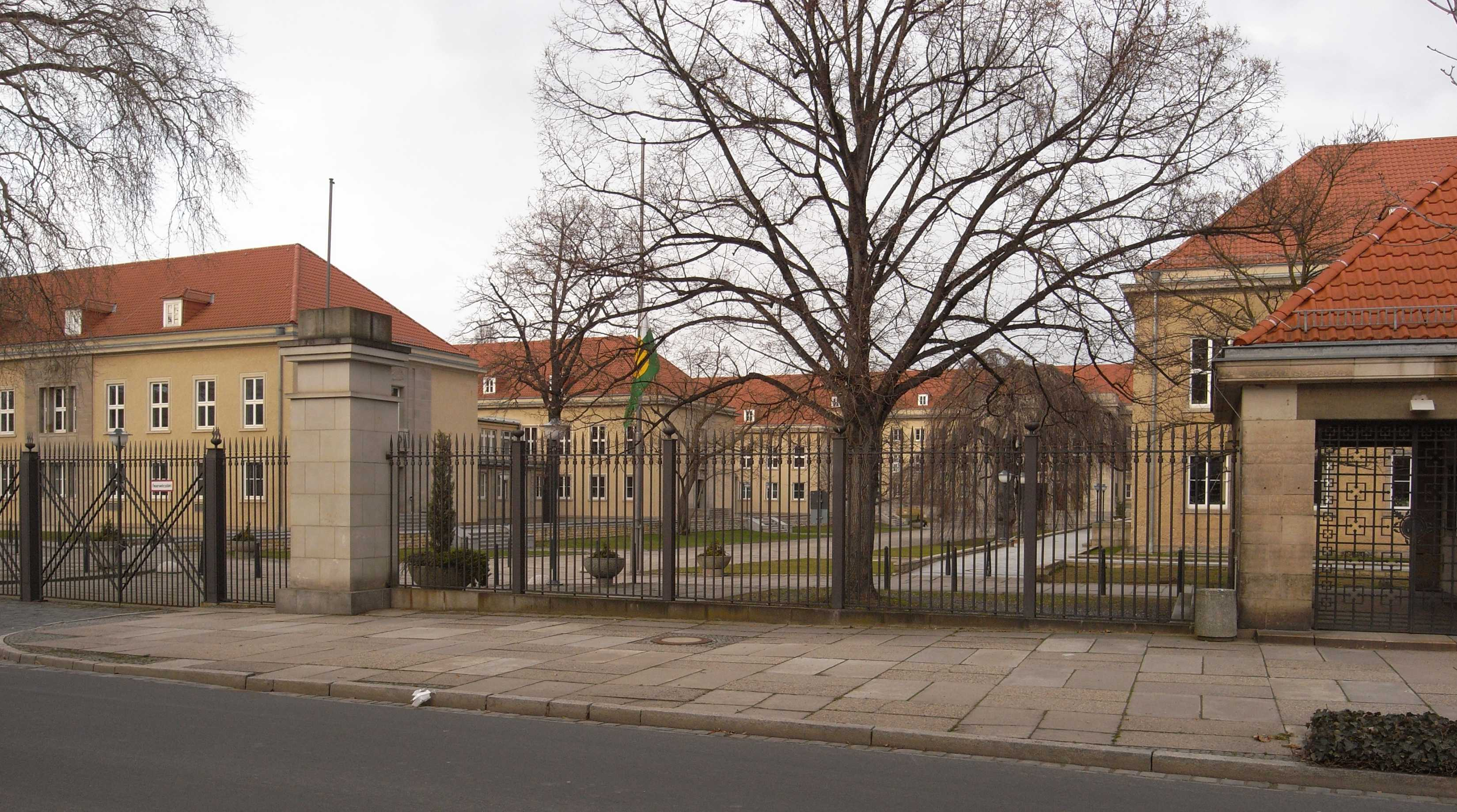
Haupteingang zum ehemaligen Luftgaukommando IV

## Belege
1. ↑  ZMSBw: Standortdatenbank. Abgerufen am 2. April 2024.
2. ↑  Ehem. Luftgaukommando. In: Handbuch der deutschen Kunstdenkmäler, Dresden. Deutscher Kunstverlag, München u. a. 2005, ISBN 3-422-03110-3, S. 206f.
3. ↑  Handbuch der deutschen Kunstdenkmäler, Dresden. Deutscher Kunstverlag, München u. a. 2005, ISBN 3-422-03110-3, S. 207.
4. ↑  Gilbert Lupfer, Bernhard Sterra, Martin Wörner (Hrsg.): Architekturführer Dresden. Dietrich Reimer Verlag, Berlin 1997, ISBN 3-496-01179-3, Objektnr. 254 (Ehemal. Luftgaukommando, Verwaltungsgebäude der Bundeswehr, August-Bebel-Straße 19, 1938, Wilhelm Kreis)
5. ↑  http://www.das-neue-dresden.de/luftgaukommando.html
6. ↑  Ulrich Hübner et al.: Symbol und Wahrhaftigkeit. Reformbaukunst in Dresden. Verlag der Kunst Dresden Ingwert Paulsen jun., Husum 2005, ISBN 3-86530-068-5, S. 12.

Koordinaten: 51° 1′ 55,1″ N, 13° 45′ 19,2″ O